# 陈展云
陈展云（1902年7月9日—1985年11月13日），字开源，男，祖籍云南昆明，生于北京，中国天文学家，中国天文学会发起人之，曾任中国天文学会特聘理事。